# Spirogyra (Band)
Spirogyra ist eine britische Rockband, deren Musik zwischen Folk und Progressive Rock einzuordnen ist. Spyrogira nahm zwischen 1971 und 1973 drei Alben auf. Nach langer Pause wurde die Band im neuen Jahrtausend wiederbelebt. Seit 2009 erscheinen wieder neue Alben.

## Bandgeschichte
Martin Cockerham (Gesang/Gitarre) und Mark Francis (Gitarre/Gesang) gründeten das Duo Spirogyra im Sommer 1967 in Bolton bei Manchester. Ohne Erfolg schickten  sie Demoaufnahmen an das neue Apple-Label.
Nach einigen Reisen schrieb sich Cockerham 1969 an die Universität von Kent in Canterbury ein. Hier gründete er eine neue Version von Spirogyra. Die endgültige Besetzung bestand neben ihm selbst aus seinen Kommilitonen Barbara Gaskin (Gesang), Steve Borrill (Bass) und Julian Cusack (Violine). Sie etablierten sich bald in der Canterbury-Szene und erhielten schließlich einen Plattenvertrag.
1971 erschien ihr erstes Album St. Radigunds, benannt nach der Straße, in der sich ihr Studentenwohnheim befand. Das zweite Album Old Boot Wine (1972) fiel rockiger aus; zu diesem Zeitpunkt war der feste Stamm von Spirogyra auf Cockerham und Gaskin geschrumpft. Das dritte Album Bells, Boots and Shambles wurde 1973 veröffentlicht, und sollte – abgesehen von verschiedenen Kompilationen – für mehr als drei Jahrzehnte Spirogyras letztes Album sein. Nach einer letzten Europatour trennten sich 1974 die Wege von Cockerham und Gaskin.
Während Gaskin mit Dave Stewart in verschiedenen Projekten Erfolge verzeichnete, reiste Cockerham unstet in der ganzen Welt umher. Er lebte zeitweilig in Irland, Indien, Australien, auf Bali, in Kalifornien und auf Hawaii.
Im neuen Jahrtausend kehrte Martin Cockerham  nach England zurück und begann, mit seinem ursprünglichen Partner Mark Francis an einem Spirogyra-Comeback zu arbeiten. 2009 erschien ihr neues Album Children's Earth, gefolgt 2011 von Spirogyra 5.
Martin Cockerham starb am 5. April 2018.

## Diskografie

### Alben
- St. Radigunds – 1971
- Old Boot Wine – 1972
- Bells, Boots and Shambles – 1973
- Children's Earth – 2009
- Spirogyra 5 – 2011

### Kompilationen
- We Were a Happy Crew – 1999 – Auszüge aus den drei ersten Alben
- Burn the Bridges – 2000 – zuvor unveröffentlichte Demoaufnahmen 1970–71
- A Canterbury Tale – 2006 – die drei ersten Alben mit zusätzlichem Material
- Spirogyra Box Set – Si Wan Records, Korea